# Nestelbach bei Graz
Nestelbach bei Graz  osztrák község Stájerország Graz-környéki járásában. 2017 januárjában 2672 lakosa volt.

## Elhelyezkedése

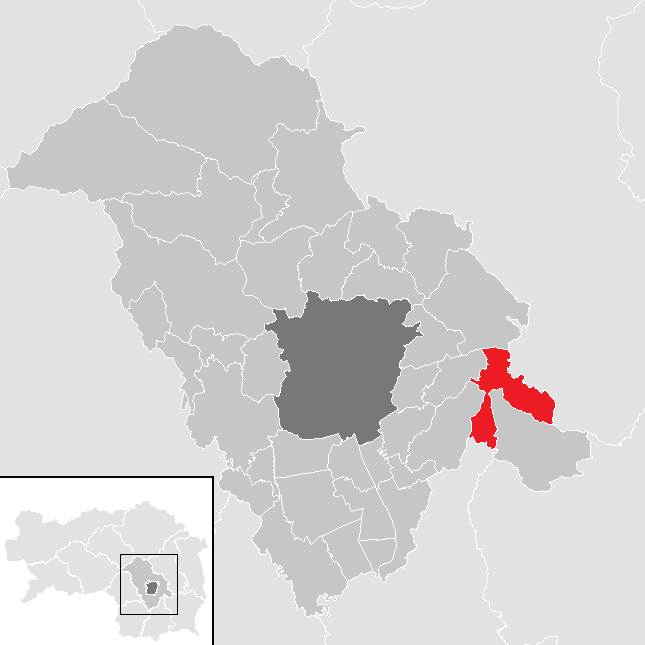
Nestelbach bei Graz a Graz-környéki járásban

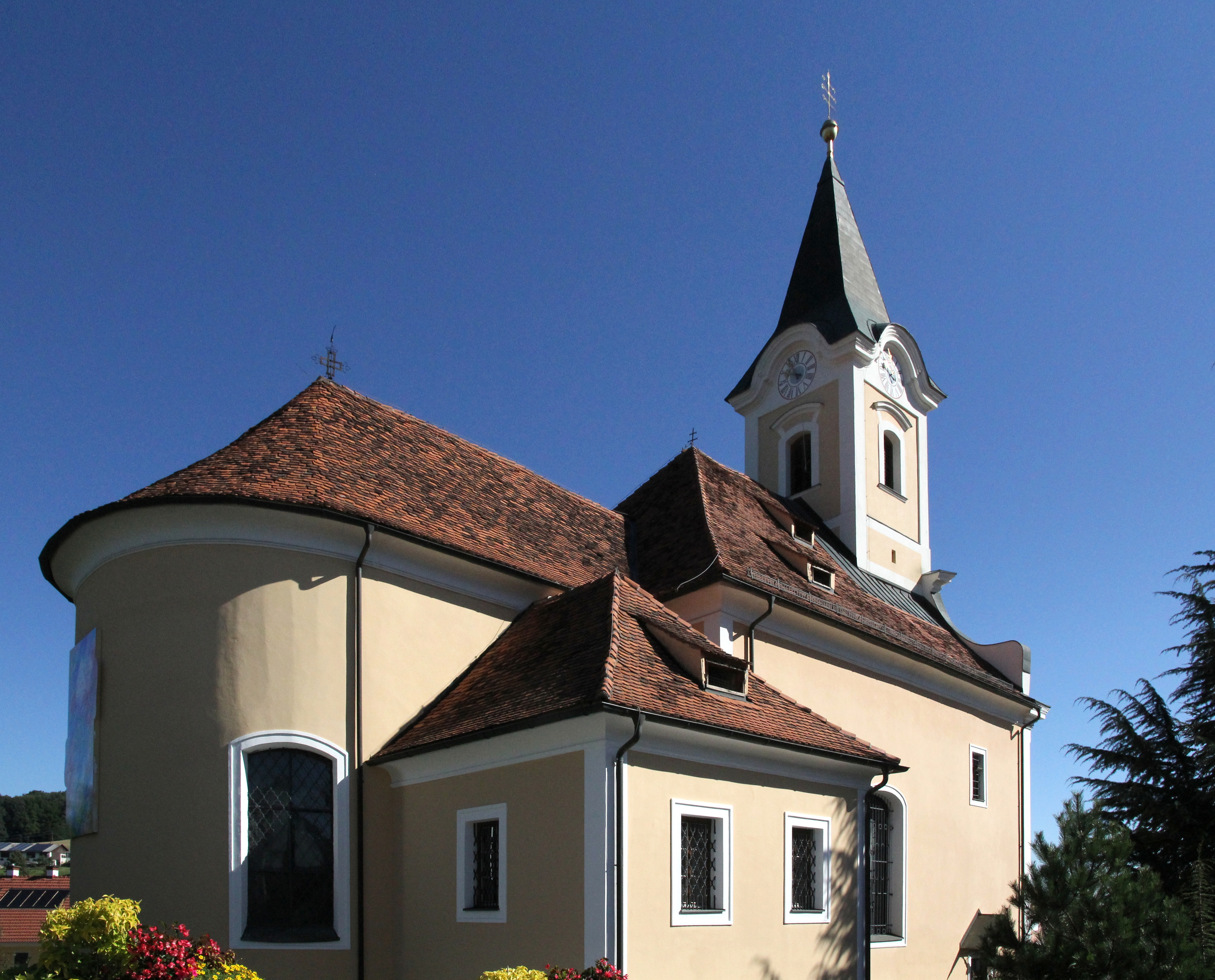
A Szt. Jakab-plébániatemplom

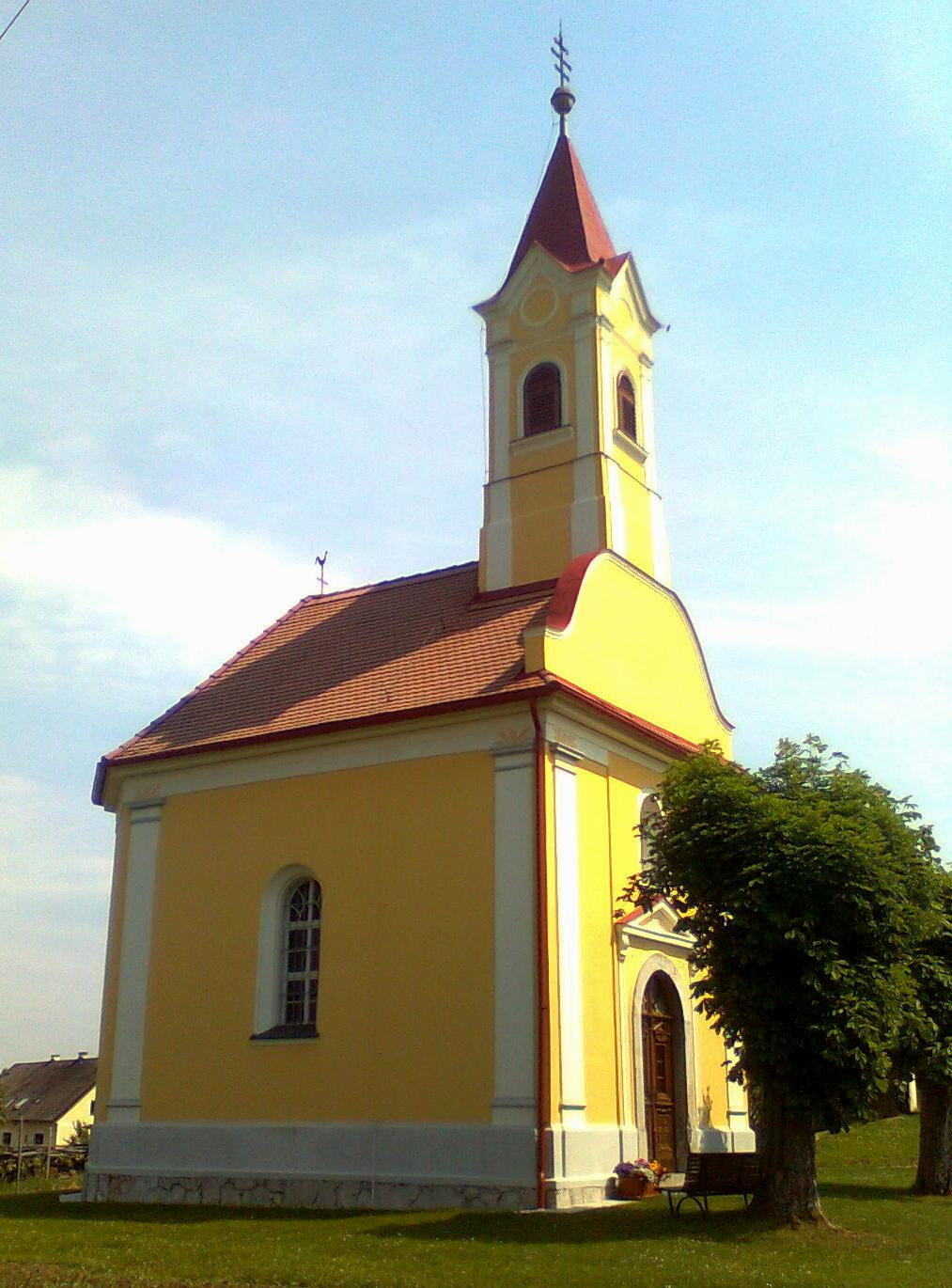
A langeggi Szt. Donát-kápolna

Nestelbach bei Graz a Kelet-stájerországi dombságon fekszik, a Nestelbach folyó mentén, a Mura és a Rába vízgyűjtőjét elválasztó Schemerlrücken gerinctől északra, kb. 13 km-re keletre Graztól. Egyéb jelentős folyóvizei a Laßnitzbach és a Riedel. Az önkormányzat 11 települést egyesít: Nestelbach bei Graz (884 lakos 2017-ben), Edelsgrub (698), Mittergoggitsch (211), Mitterlaßnitz (244), Hirtenfeld (160), Obergoggitsch (168), Langegg-Ort (117), Kogelbuch (97), Unterbuch (39), Lambach (26) és Zaunstein (28).
A környező önkormányzatok: délnyugatra Vasoldsberg, nyugatra Laßnitzhöhe, északnyugatra Eggersdorf bei Graz, keletre Gleisdorf, délkeletre Sankt Marein bei Graz, délre Empersdorf.

## Története
A Nestelbach nevet először 860-ban említi Német Lajos a salzburgi érsek javára kiállított adománylevele. Nestelbach ekkor a karantán határon feküdt, amelyet itt a Schemerlrücken hegye alkotott. 1218-ban a falu az akkor alapított Seckaui egyházmegyéhez került. 1351-ben megemlítik akkori tulajdonosát, Georg von Nestelbach lovagot. A 15. század-végi magyar és török támadásokban a falu ideiglenesen elpusztult. Az visszatelepülés a korabeli felmérések tanúsága szerint a Buckerlberg dombján kezdődött, amely ma a szomszédos Laßnitzhöhe községhez tartozik.
Nina d'Aubigny von Engelbrunner német írónő (1770-1847) idősebb korában a Graz-közeli Krumegg kolostorába vonult vissza. Miután meghalt, Nestelbachban temették el.
A második világháború után a paplakban mozit akartak berendezni. Bár a szükséges berendezést megvásárolták és ki is próbálták, a mozi nem kezdte meg működését.
A 2015-ös stájerországi közigazgatási reform keretében az addig önálló Langegg bei Graz és Edelsgrub községeket egyesítették Nestelbachhal.

## Lakosság
A Nestelbach bei Graz-i önkormányzat területén 2017 januárjában 2672 fő élt. A lakosságszám 1961 óta gyarapodó tendenciát mutat. 2015-ben a helybeliek 97,2%-a volt osztrák állampolgár; a külföldiek közül 1,1% a régi (2004 előtti), 1,3% az új EU-tagállamokból érkezett. 2001-ben a lakosok 86%-a római katolikusnak, 2,8% evangélikusnak, 9,5% pedig felekezet nélkülinek vallotta magát. Ugyanekkor 2 magyar élt a községben.

## Látnivalók
- az Id. Szt. Jakab-plébániatemplom 1783-ban épült barokk stílusban, némileg feljebb gótikus elődjétől.
- a Nepomuki Szt. János-szobor
- Mitterlaßnitz kápolnája
- Langegg kápolnája

## Fordítás
- Ez a szócikk részben vagy egészben  a   Nestelbach bei Graz című német Wikipédia-szócikk ezen változatának fordításán alapul.  Az eredeti cikk szerkesztőit annak laptörténete sorolja fel. Ez a jelzés csupán a megfogalmazás eredetét és a szerzői jogokat jelzi, nem szolgál a cikkben szereplő információk forrásmegjelöléseként.